# Économie de l'Ukraine
L'économie de l'Ukraine est diversifiée, mais encore tributaire des industries établies à l'époque soviétique. C'est un marché libre émergeant connaissant une croissance importante durant la majeure partie des années 2000. Ses ressources naturelles comprennent en particulier l'agriculture (céréales, colza, tournesol, noix, betteraves à sucre, primeurs, etc.) et des ressources minières (fer, acier, uranium, potasse, etc.). L'économie est caractérisée par une inflation importante et des rendements économiques assez faibles.
Son principal partenaire économique reste la Russie, même si l'Ukraine s'efforce de se tourner vers les pays de l'Union européenne.
L'Ukraine a tout des ingrédients nécessaires pour être une économie importante de l’Europe : des terres agricoles fertiles, une base industrielle très développée, une main d'œuvre très bien formée ainsi qu'un très bon système éducatif.[réf. nécessaire] Cependant, aujourd'hui, l'économie est encore loin de présenter de bons résultats, bien qu'elle ait délivré une croissance annuelle à deux chiffres pendant plusieurs années dans le début des années 2000, après huit années de déclin. Sont en cause une corruption du milieu des affaires extrêmement élevée, des réformes de structure inachevée, les conflits armés directs et indirects avec la Russie ainsi qu'une démographie particulièrement déprimée. Il en résulte un taux de pauvreté supérieur à celui qui prévalait à l'époque de l'Union soviétique.

## Historique

### Période post-soviétique
L'introduction de l'hryvnia (monnaie nationale ukrainienne) en 1996 permit de réduire l'inflation grâce à une stabilisation des taux de change. La croissance revint en 2000 et continua grâce à de bons résultats dans les exportations, ainsi qu'une production industrielle qui augmenta. La croissance la plus importante fut en 2004 (12 %), bien que les réformes économiques subissent un ralentissement.
La crise politique de 2006, à la suite de la longue désignation du Premier ministre, aurait pu affecter l'économie ukrainienne. Les investisseurs ne furent pas vraiment effrayés, et l'économie résista bien. La croissance du PIB en juillet 2006 était de 9 % comparée à juillet 2005, la production industrielle a augmenté, le secteur banquier s'est étendu, grâce à l'arrivée de banques européennes.
L'Ukraine est un pays faiblement exportateur et fortement importateur, sa dette extérieure représentant environ 180 % du PIB alors que ses réserves de change ne comptent que pour deux mois et demi d'importation.
| Année | Croissance | Année | Croissance | Année | Croissance |
| ----- | ---------- | ----- | ---------- | ----- | ---------- |
| 1990  | -6,4 %     | 2000  | 5,9 %      | 2010  | 4,2 %      |
| 1991  | -8,4 %     | 2001  | 9,2 %      | 2011  | 5,2 %      |
| 1992  | -9,7 %     | 2002  | 5,2 %      | 2012  | 0,2 %      |
| 1993  | -14,2 %    | 2003  | 9,4 %      | 2013  | 0,0 %      |
| 1994  | -22,9 %    | 2004  | 12,1 %     | 2014  | -6,6 %     |
| 1995  | -12,2 %    | 2005  | 2,7 %      | 2015  | -9,9 %     |
| 1996  | -10,0 %    | 2006  | 7,3 %      |       |            |
| 1997  | -3,0 %     | 2007  | 7,9 %      |       |            |
| 1998  | -1,9 %     | 2008  | 2,8 %      |       |            |
| 1999  | -0,2 %     | 2009  | -14,8 %    |       |            |

### Crise économique de 2008-2009
L'Ukraine a été fortement touchée par la crise économique de 2008-2009. En 2008, la croissance économique a été ralentie à 2,1 % et a chuté en 2009 de 15 %. Afin de relancer les exportations, la banque centrale a décidé de dévaluer la hryvnia. L'industrie ukrainienne a souffert de la chute du prix des matières premières, et les banques se sont retrouvées en manque de liquidités. En novembre 2008, le pays a pu profiter d'un prêt du FMI de 13 milliards d'euros.
À partir de la fin 2013, l'Ukraine est touchée par la Crise ukrainienne, d'importantes manifestations, Euromaïdan, ont lieu à la suite de la non-signature par le gouvernement de l'Accord d'association entre l'Ukraine et l'Union européenne. Le gouvernement tombe, l'accord est finalement signé en 2014, mais la Crimée est occupée par la Russie et la guerre du Donbass démarre, coupant le pays de son principal centre industriel.
À la suite de ces événements, l'économie ukrainienne enregistre une baisse de croissance de 8 % en 2014 selon la Banque mondiale. En février 2015, le FMI a annoncé qu'il allait consentir un nouveau prêt à l'Ukraine, d'un montant de 15,5 milliards d'euros, mais qu'il exigerait en échange des réformes économiques. En 2015, l'Ukraine connait une nouvelle récession avec un taux de croissance de - 9,9 %. En parallèle, de cette récession, l'Ukraine a connu une très forte inflation de l'ordre de 12 % en 2014, de près de 50 % en 2015 et de 15 % en 2016.

### Reprise progressive et rechute à la suite de l'épidémie de Covid (2016-2021)
En 2016, l'Ukraine sort de la récession avec un taux de croissance estimé à 1,8 %. Cependant le pays connait des difficultés, l'Etat est dans l'obligation de nationaliser PrivatBank, la plus grande banque du pays, en décembre 2016, alors que de nombreuses banques en Ukraine ne sont pas capables de résister aux tests de résilience menés par la banque centrale. En parallèle de ces crises, pour faire face à la lenteur des réformes économiques et à la corruption, etc., l’État ukrainien essaye de mener une politique volontariste, mais souvent contestée pour réduire la corruption et pour rétablir les comptes publics et l'économie. Il a par exemple mis en place une plateforme électronique d'appel d'offres, il a gelé les retraites, réduit la masse salariale.
L'économie du pays connait un répit et la croissance qui était de 2,4% en 2016 augmente progressivement pour atteindre en 3,3% en 2018. Elle est principalement tirée par la consommation et l'investissement qui avec un taux de 15% reste toutefois structurellement faible par rapport à la moyenne des pays de la CEI et des pays émergents. L'Ukraine est fortement touchée par l'épidémie de Covid (105000 décès courant février 2022 soit 2430 décès pour 1 million habitants). Le recul du PIB devrait être de 6 à 7% en 2020. L'Ukraine souffre d'un déficit public (6 à 7% en 2020) et d'une dette dont le service représente 18,3 milliards USD soit environ 13% du PIB. Le déficit de la balance des biens était de 14 milliards USD (9% du PIB). L'Ukraine a besoin de réformes de structure profondes pour améliorer le climat des affaires et stimuler les investissements productifs. Le système bancaire n'est pas encore totalement assaini. Enfin le pays souffre d'un déficit des naissances important qui entraine une diminution rapide de la population du pays. Selon certaines estimations celle-ci aurait chuté à 38 millions habitants (les chiffres officiels sont de 42 millions).

### Invasion de l'Ukraine par la Russie en 2022
L'agression russe de l'Ukraine en 2022 à conduit à une chute du PIB de 29,1 %. Les premières estimations s'attendaient à une chute du PIB de l'ordre de 45 %. En juin 2022 il est estimé que le coût total de la guerre en Ukraine est de 600 milliards de dollars selon KSE Institut.

#### Impact sur la production et l'exportation de denrées agricoles

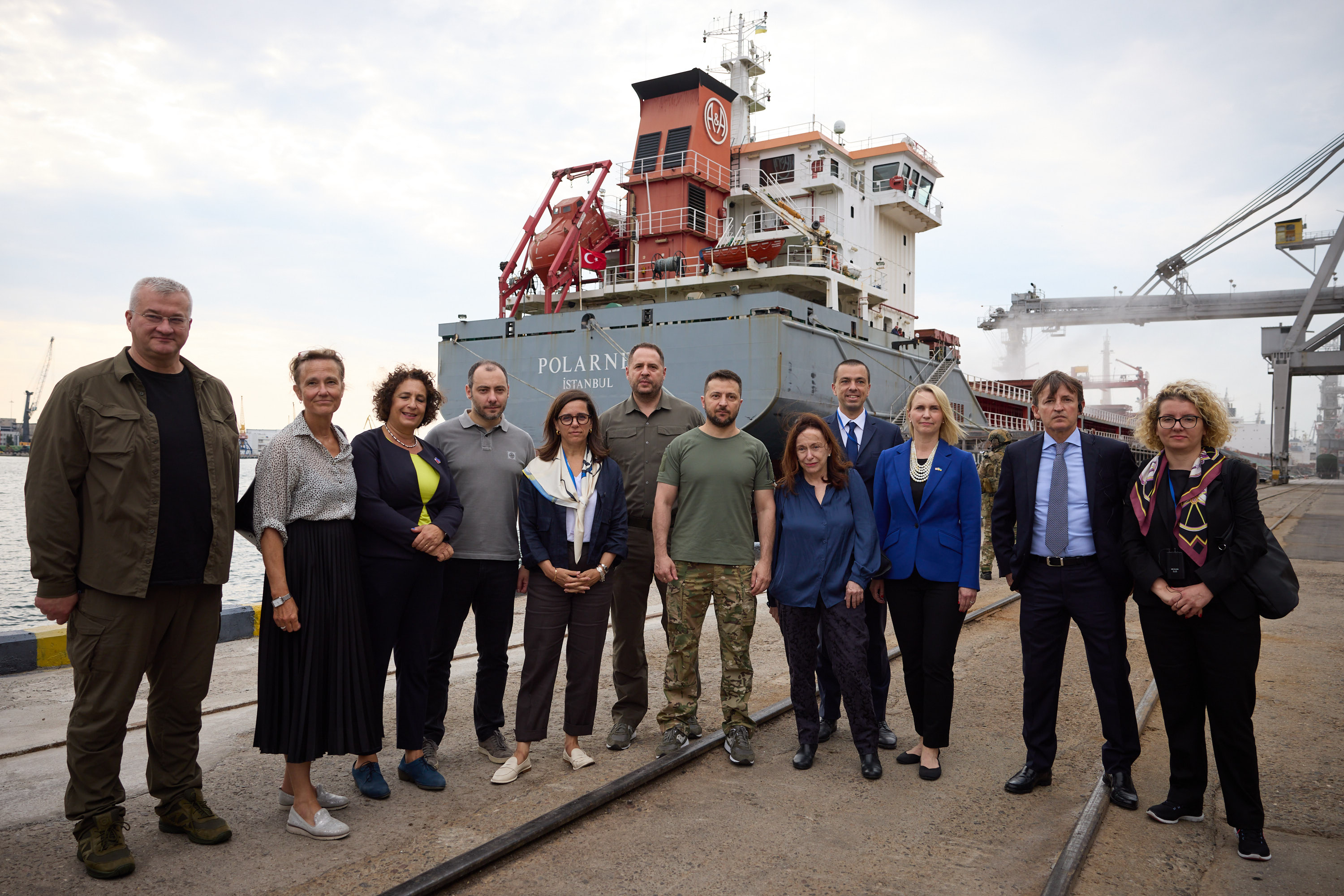
Reprise des exportations de céréales depuis le Port de Tchornomorsk.

La production de céréale est l'un des secteurs clés de l'économie ukrainienne, la Russie tente de paralyser ce secteur en faisant un blocus autour des ports ukrainiens ce qui limite les exportations de ces denrées agricoles. En juin 2022, c'est ainsi 25 millions de tonnes de céréale qui ne peuvent pas être exportés vers d'autres pays ce qui fait courir un risque aussi bien pour l'Ukraine que pour les pays dépendant de ces importations (notamment des pays africains). Un accord est signé entre la Russie, l'Ukraine la Turquie et les Nations unies le 22 juillet pour la reprise des exportations de grains
Les Russes auraient également volé 400 000 tonnes de grain ukrainien.

#### Impact sur les infrastructures
Il est estimé en juin 2022 que plus de 100 milliards de dollars d'infrastructures ont été détruites par la guerre. L'ampleur des destructions est estimée à :
- 44,8 millions de mètres carrés d'habitations
- 256 entreprises
- 656 institutions médicales
- 1177 institutions d'éducation
- 668 écoles maternelles
- 198 entrepôts
- 20 centres commerciaux
- 28 dépôts de pétrole
- 141 lieux religieux
- 203 bâtiments culturels
- 105 000 voitures personnelles (d'une valeur d'un milliard de dollars)
- 11 aéroports civils

Les infrastructures ferroviaires auraient subi des dommages d'une valeur de 2,7 milliards de dollars.

#### Impact sur le secteurs énergétique
Des dégâts ont eu lieu sur un gazoduc et sur la centrale thermique de Vuhlehirska.
À la suite de l'invasion de l'Ukraine, les réseaux russe et ukrainien d'électricité ont été déconnectés. Les réseaux ukrainien et européen ont été connectés le 16 mars 2022. La connexion au réseau européen permet d'assurer la stabilité du réseau ukrainien et permet d'assurer des revenus à l'Ukraine grâce aux exportations.
À partir du 10 octobre 2022, l'armée russe mène une campagne de bombardement à l'aide de drones et de missiles sur les infrastructures vitales du pays (infrastructure électrique, de chauffage ou d'eau). À la mi-décembre, ce sont plus de 1 000 drones et missiles qui ont été lancés sur les infrastructures ukrainiennes.

## Structure économique

### Secteur primaire: agriculture, pêche et mines

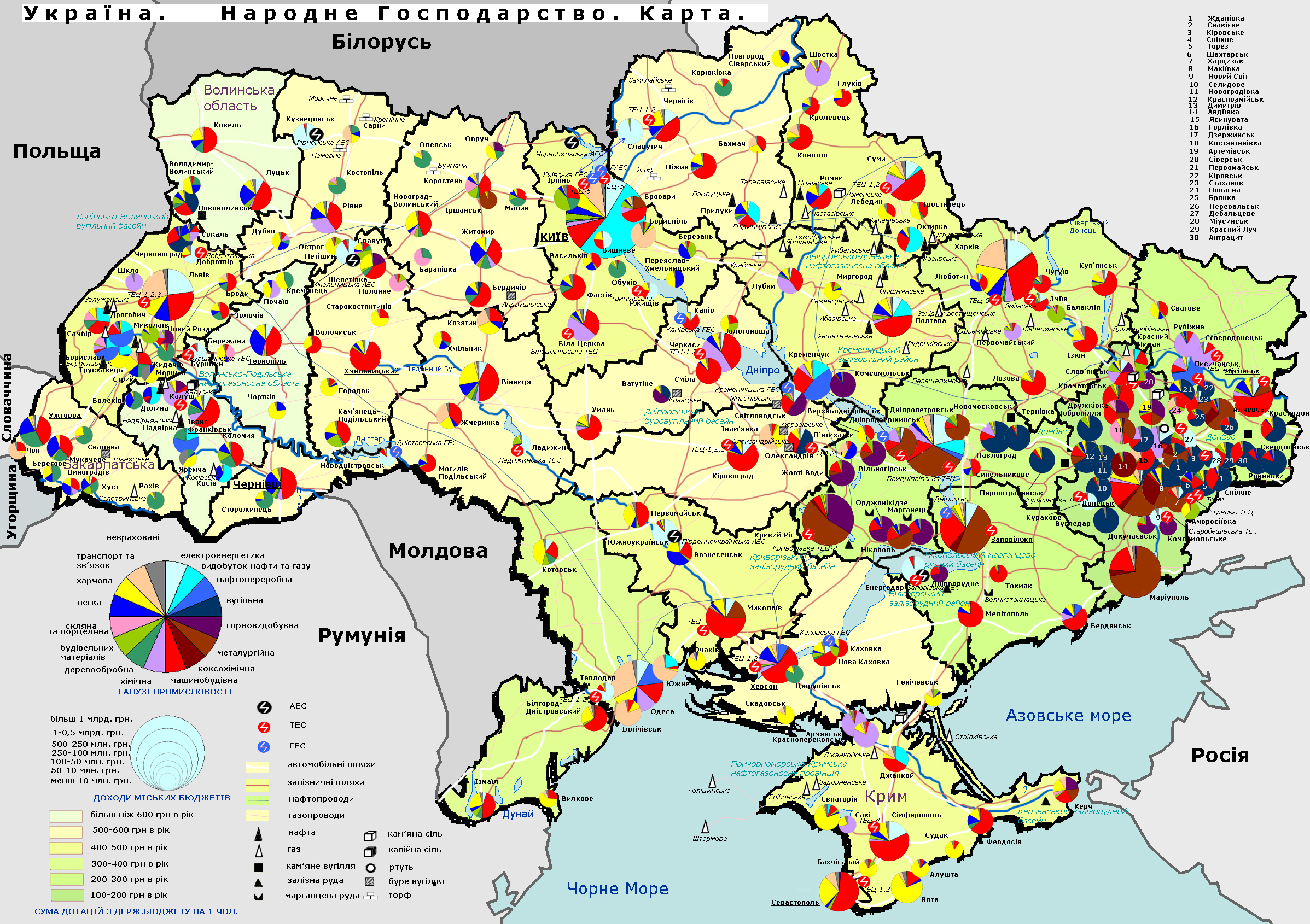
Carte économique de l'Ukraine.

#### Ressources minières
L'Ukraine est très riche en ressources minières. Son sol dispose de gisements de plus de 20 types de minerai rentables sur le plan économique. Les mines de charbon fournissent 85 % de la demande domestique (100 millions de tonnes). En revanche, les gisements de pétrole et de gaz ne fournissent plus que, respectivement, 20 et 10 % des besoins nationaux.
En 2019, le pays est le 7e producteur mondial de minerai de fer (réserves 28 milliards tonnes), le 8e producteur de manganèse (réserves 3 milliards de tonnes), le 6e producteur mondial de titane , le 7e de graphite et le 8e d'uranium.
Le leader ukrainien de la production de minerai de fer est le groupe Ferexpo, dont le principal actionnaire est le jeune oligarque Kostyantin Zhevago, qui contrôle également New World Resources, le producteur tchèque de houille. L'entreprise a beaucoup souffert lors du krach boursier de l'automne 2008, dans un contexte aggravant de crise politique intérieure rémanente.

##### Terres rares et minerais stratégiques
Le 3 février 2025, Donald Trump évoque l'idée de « conclure un accord avec l'Ukraine » portant sur l'exploitation des gisements de terres rares du pays. Cependant, sur les 109 gisements de minéraux identifiés répertoriés par l'École d'économie de Kiev, seuls trois contiennent des terres rares.
En revanche, selon les données du ministère ukrainien de l'Économie, le pays possède des gisements de 22 des 34 minéraux identifiés par l'Union européenne comme « critiques » et de 20 des 50 matières premières stratégiques inventoriées par l'Institut d'études géologiques des États-Unis ; en particulier, les réserves de lithium sont estimées en 2023 par le magazine Forbes à 33 millions de tonnes ; mais deux des principaux gisements de lithium se trouvent sous contrôle de l'armée russe. L'Ukraine dispose également d'importantes réserves d'uranium, de titane et de béryllium, mais nombre de gisements se trouvent également dans les territoires occupés.

#### Agriculture
L'Ukraine est le plus grand pays agricole européen par la taille de ses surfaces cultivés avec 41,5 millions hectares de surface agricole utilisée et le deuxième pour la surface des terres arables (32,5 millions hectares soit le double de la France). 60 % de ces terres sont constitués de tchernoziom (ou « terres noires »), un sol particulièrement fertile qui, à l'époque soviétique, en faisait le « grenier à blé de l'URSS ».
L'agriculture et le secteur agro-alimentaire (par exemple la société Roshen) jouent en 2021 un rôle majeur dans l'économie de l'Ukraine : ils représentent 15 % du PIB, emploient 20 % de la population active et fournissent 40 % des exportations.
Malgré des rendements limités du fait d'un faible recours aux engrais et à l'irrigation, l'Ukraine est un producteur majeur de céréales et d’oléagineux avec une production de 80 millions de tonnes dont 54 à 55 millions sont exportés. Le pays est le 6e producteur mondial de blé et de maïs en 2020, le 4e producteur de pommes de terre (20 millions de tonnes). Il produit 9,6 millions de tonnes de légumes et 2,1 millions de tonnes de fruits. Ses principales exportations portent notamment sur l'huile de tournesol (1er exportateur mondial), le colza (2e exportateur), les noix et le miel (3e), le maïs, l'orge et le sorgho (4e), le blé (5e). En 2019, l'Ukraine est le deuxième plus gros fournisseur de produits bio européen.
Les exploitations agricoles sont les plus grandes d'Europe avec des holdings agricoles d'une superficie de 10 000 à 500 000 hectares (environ 160) issus de la privatisation des kolkhozes et détenues par des personnes extérieures à l'exploitation visant à rentabiliser les capitaux investis. Les 3 000 entreprises agricoles de 1 000 à 10 000 hectares et les 40 000 fermes de 200 à 1 000 hectares sont elles exploitées directement par leur propriétaire. Par ailleurs, des micro-fermes de moins d'un hectare (environ 5 millions) utilisent en partie leur production pour l'auto-subsistance. Elles fournissent 60 % de la production agricole brute, principalement sous la forme de fruits, de légumes et de produits animaux.

### Secteur secondaire

#### Sidérurgie
L'Ukraine possède une industrie métallurgique importante, produisant de la fonte, de l'acier et des tuyaux. En 2005, l’Ukraine était le 7e producteur d'acier au monde.
- Le complexe géant Kryvorijstal de Kryvyï Rih, avec une production annuelle de 8 millions de tonnes d'acier et 20 millions de tonnes de minerai de fer, est un des fleurons de l'empire indien ArcelorMittal. Couvrant 80 % de ses besoins en fer, il est très rentable. En 2007, il a enregistré un résultat brut d'exploitation de 1,2 milliard de dollars pour des ventes de 3,8 milliards de dollars. Achetée en 2005 par Mittal Steel, l'usine compte 43 000 salariés. L'État ukrainien pourrait envisager une renationalisation à terme, en tant que centre industriel stratégique tandis que le groupe ArcelorMittal souhaite porter la production à 12 millions de tonnes d'acier[33].

#### Industries chimiques

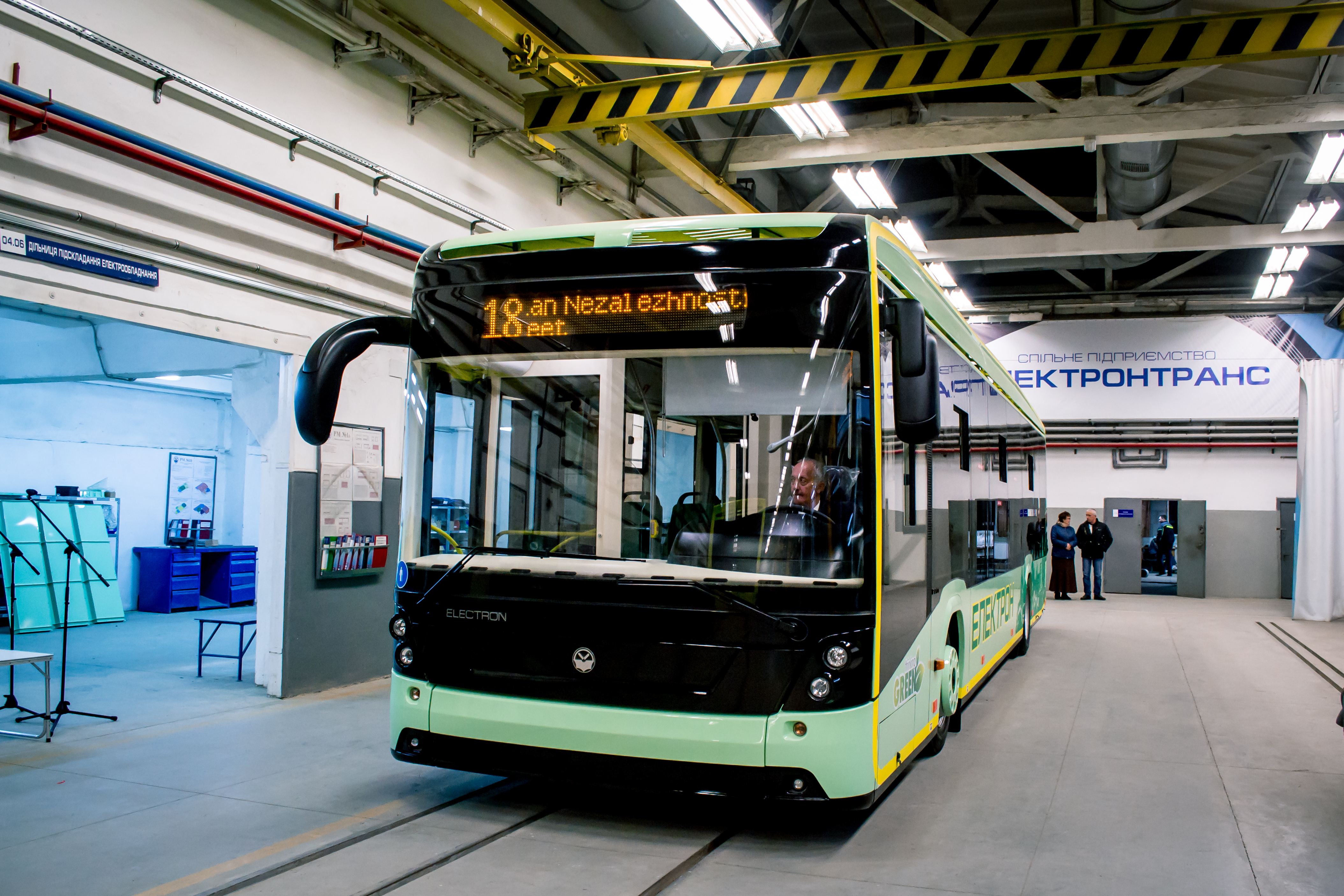
Bus électrique Electron E19101 fabriqué à Lviv.

Le pays possède une forte industrie chimique, l'Usine chimique et cokerie d'Avdiïvka produisant du coke (charbon), des fertilisants et l'acide sulfurique. Le pays produit aussi de l'équipement métallurgique, des locomotives diesel, des tracteurs et des automobiles.

#### Autres industries
Le pays possède aussi un large tissu d'entreprise high-tech, héritant de l'URSS plusieurs entreprises produisant de l'électronique, de l'armement et des matériaux pour les programmes spatiaux soviétiques.

### Énergie
Les sources énergétiques ukrainiennes sont relativement diversifiées puisqu'aucun combustible ne représente plus de 30 % du total. 65 % de la production énergétique est réalisée à partir de ressources nationales. Le nucléaire y occupe une place notable (24,4 % du total) ce qui classe l'Ukraine au 7e rang mondial. Les énergies fossiles fournissent respectivement 29,2 % (charbon), 26,2 % (gaz naturel) et 15,1 % (pétrole) du total. L'électricité qui représente 20 % de l'énergie consommée est produite pour près de 53 % par les centrales nucléaires, 33 % par les centrales thermiques (gaz et charbon) et 14 % par les sources d'énergie renouvelable (biocarburant principalement). Ces dernières sont en forte croissance grâce à des incitations tarifaires mise en place en 2009. Les énergies renouvelables ne représentent toutefois que 5 % du mix énergétique (biocarburants et déchets 3,4 %, hydraulique 1 % et énergie éolienne et solaire 0,2 %). L’Ukraine dispose d’un potentiel d’amélioration important en matière d’efficacité énergétique : la consommation d’énergie rapportée au PIB est 3 fois plus élevée que la moyenne des pays de l’OCDE en 2019.

### Tourisme

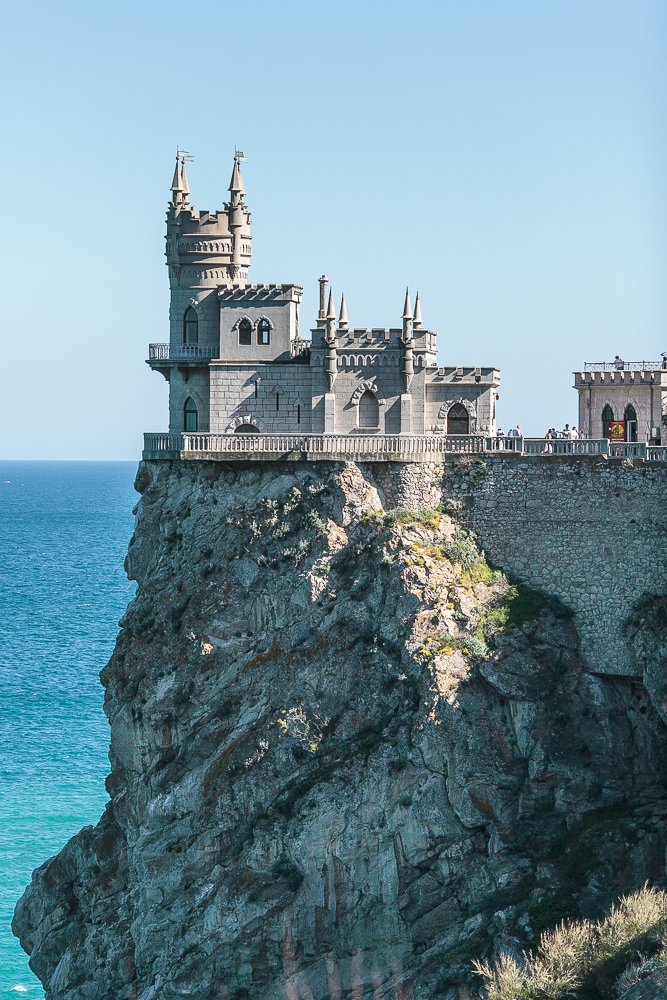
Le Nid d'Hirondelles (Crimée).

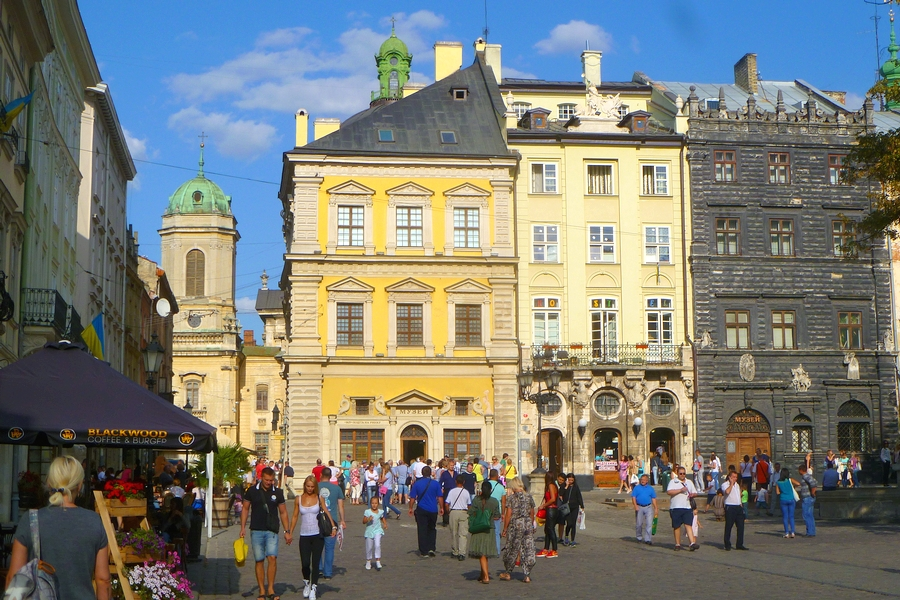
La place du Rynok à Lviv.

L'Ukraine est la 8e destination la plus populaire des touristes en Europe en 2012. L'industrie touristique du pays a besoin d'investissement pour se moderniser, mais elle continue de contribuer stratégiquement à l'économie de l'Ukraine. En 2012, la part du tourisme dans le PIB s'est montée à 28.8 milliards de UAH, soit 2,2 % du PIB, tout en procurant directement 351 500 emplois (1,7 % des emplois totaux). En 2012, plus de 23 millions de visiteurs étrangers ont visité l'Ukraine.

#### Impact du Concours Eurovision de la chanson 2005
Le nombre de touristes a augmenté fortement après 2005, lorsque l'Ukraine décida d'assouplir drastiquement la politique de visa pour les visiteurs en provenance de l'Union européenne, de la Suisse, des États-Unis, du Canada et du Japon, d'abord provisoirement puis de manière permanente, en raison du Concours Eurovision de la chanson 2005 qui se déroulait pour la première fois à Kiev. En effet, les procédures de visa auparavant étaient très longues, chères et très administratives et devaient se faire obligatoirement avant le voyage. Le pays décida donc de tester un nouveau régime de visa simplifié délivré directement à l'aéroport d'arrivée pour ces nationalités, vu le nombre important de touristes qui devaient se rendre à Kiev pour participer à l'événement pendant quelques jours. Il n'y a pas non plus besoin de visa pour les ressortissants russes et des anciens pays de l'Union soviétique (à l'exception du Turkménistan).

#### Sites touristiques
L'Ukraine possède de très nombreux sites touristiques dans tout le pays, un littoral sur la mer Noire avec des plages nombreuses et très populaires, des châteaux historiques, des parcs, des sites viticoles et un nombre important de musées répartis dans l'ensemble du pays, et notamment dans les grandes villes de Kiev, Odessa, Donetsk et Lviv. L'un des symboles les plus connus reste la cathédrale Sainte-Sophie et le monastère de Saint-Michel avec ses toits dorés à Kiev, ainsi que le site antique de Chersonèse à Sébastopol (Crimée). Le massif des Carpates à l'ouest offre des stations de ski, ainsi que des sentiers pédestres pour faire de la randonnée.

#### Le littoral de la mer Noire
L'Ukraine possède un littoral impressionnant et très populaire auprès des touristes ukrainiens et en provenance des nombreuses ex-républiques d'Union Soviétique. Il va d'Odessa à l'ouest jusqu'à Mariopol à l'est, en passant par Kherson, et notamment la péninsule de Crimée plus au sud. La Crimée est très réputée pour ses plages de Yalta, d'Aloupka, Eupatoria, Hourzouf, Alouchta, Sudak, Feodosiya, ainsi que son massif qui se jette abruptement dans la mer. C'est une destination très appréciée, et Yalta a accueilli plus de 500 000 touristes durant l'été 2013, soit 8 % de plus qu'en 2012.

## Transport
L'Ukraine possède un réseau de transport développé, ainsi elle a 169 491 km de route automobile, 22 473 km de voies ferrés. La longueur des voies fluviales ouvertes à la navigation est de 1 672 km. Les principaux ports se trouvent sur la mer Noire (dont le plus grand celui d'Odessa) et la mer d'Azov. En 2008, ils ont transporté 132,18 millions de tonnes de marchandises.
La plupart des compagnies aériennes ukrainiennes, agréées par l'IATA, secteur en plein développement, figurent dans la liste suivante : Liste des compagnies aériennes par pays.

## Commerce

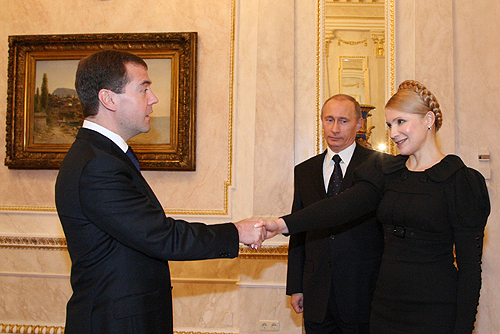
Ioulia Tymochenko, première ministre ukrainienne et Dimitri Medvedev, président russe durant le conflit gaziers de 2009.

La plus grosse partie du commerce ukrainien se fait avec ses principaux voisins, la Russie et l'Union européenne. Les exportations ferreuses (comme l'acier) risquent de souffrir dans le futur, vu l'augmentation des acteurs compétitifs internationaux et de la saturation mondiale. Bien que l'exportation de machines-outils ait augmenté considérablement durant les dernières années, la potentielle baisse des exportations d'acier risque d'affecter la balance commerciale totale ukrainienne, vu que l'acier représente 46 % de ses exportations.
L'Ukraine importe plus de 90 % de son pétrole et la plus grande partie de son gaz. Son principal fournisseur de pétrole est la Russie, qui possède ou gère la plupart des capacités ukrainienne de raffinage. L'Ukraine importe son gaz principalement de Russie (gaz russe et turkmène). Dans le même temps, le pays sert aussi de transit pour le gaz russe en direction des autres pays européens. Sa dépendance vis-à-vis du gaz russe affecte considérablement son économie et ses choix en politique étrangère, notamment après les crises gazières avec la Russie au début 2006 et au début de 2008.

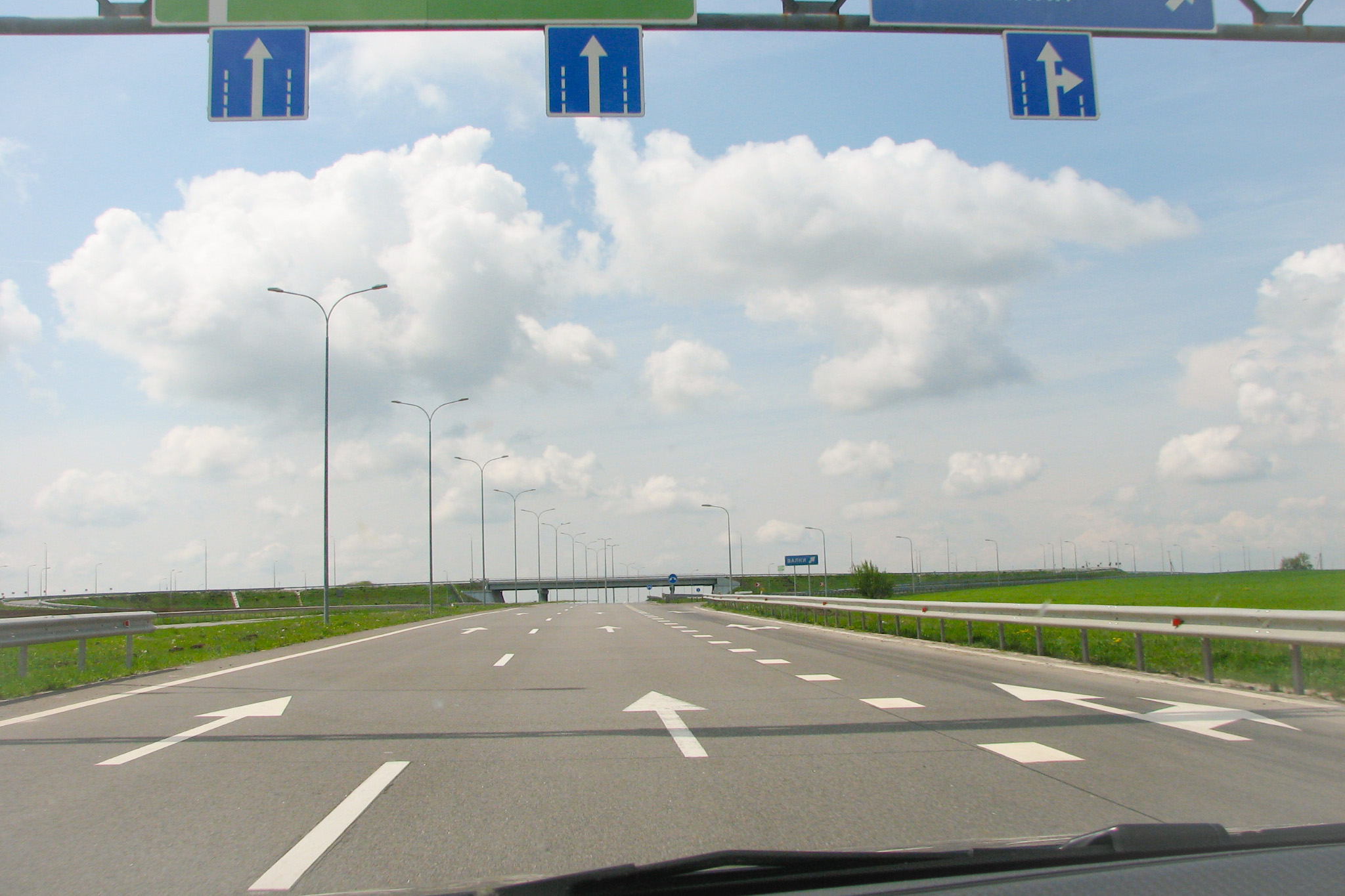
L'autoroute Kharkiv-Dnipropetrovsk

En tant que pays eurasiatique, l'Ukraine fait partie de l'Association d'affaires Canada-Russie-Eurasie.
Principaux partenaires économiques de l'Ukraine, d'après l'OMC en 2020:
- Pour les exportations de biens: 
  - Union européenne: 36,5 %
  - Chine: 14,5 %
  - Fédération russe: 5,5 %
  - Turquie: 4,9 %
  - Inde: 4 %
  - Autre: 34,6
- Pour les importations: 
  - Union européenne: 42 %
  - Chine: 15,4 %
  - Fédération russe: 8,5 %
  - États-Unis: 5,5 %
  - Belarus: 5,4 %
  - Autre: 23.3 %

## Investissements étrangers
L'Ukraine encourage le commerce avec l'étranger et les investissements. Le Parlement a approuvé une loi permettant aux ressortissants occidentaux d'acheter des entreprises ukrainiennes, des propriétés, la permission de rapatrier le revenu et les profits ainsi que de recevoir une compensation en cas de nationalisation faite par un gouvernement futur. Cependant, les lois sont complexes, les procédures judiciaires longues et la corruption effraie les investisseurs. Bien qu'il y ait une Bourse, le manque de protection pour les actionnaires freine les investissements boursiers.
L'investissement direct étranger en Ukraine est estimé à environ 17,4 milliards de dollars (avril 2006), correspondant à environ 371 dollars par habitant. De nouvelles réformes sont attendues cependant pour redynamiser le climat et redonner confiance aux investisseurs.

## Aide extérieure

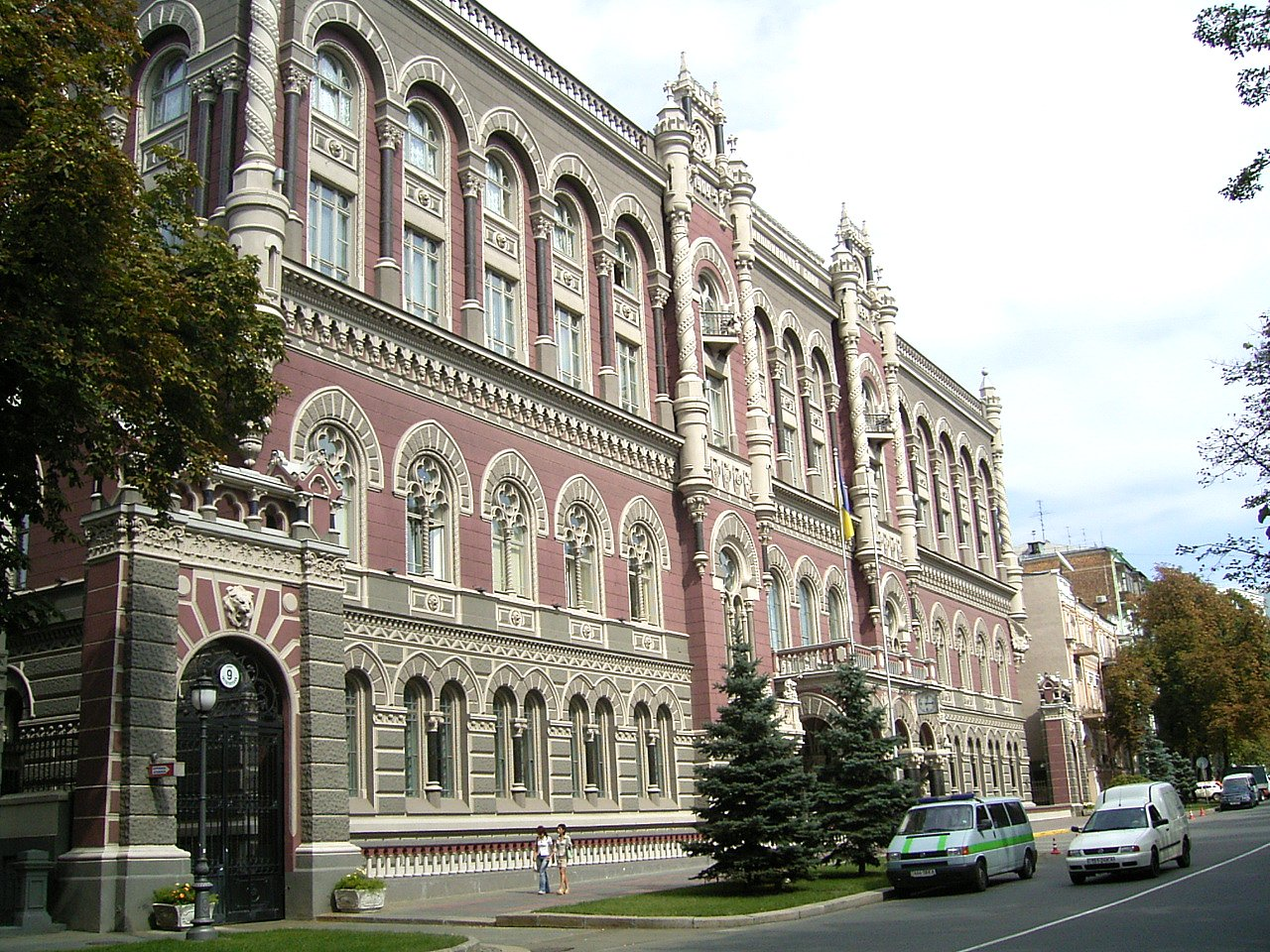
La Banque nationale d'Ukraine.

Le FMI a approuvé un Fond de facilité étendues de 2,2 milliards de dollars avec l'Ukraine en septembre 1998. En juillet 1999, le programme de 3 ans a été augmenté de 400 millions de dollars (à 2,6 milliards). Cependant, vu que l'Ukraine avait de la peine à atteindre les objectifs monétaires et structurels requis, le fond a été bloqué plusieurs fois jusqu'en 2001. En 2002, à cause d'un gros montant d'arriérés de TVA à rembourser aux exportateurs ukrainiens, un déficit plus important que prévu arriva pour le budget national. Le fond expirant en septembre 2002, le FMI et l'Ukraine commencèrent des négociations sur les possibilités pour de nouveaux programmes.
L'Ukraine fut acceptée comme membre du FMI et de la Banque mondiale en 1992. Elle est aussi membre de la Banque européenne pour la reconstruction et le développement, ainsi que de l'Organisation mondiale du commerce depuis 2008.